# Voorrecht van schuldsplitsing
Het voorrecht van schuldsplitsing betreft de borgstelling of borgtocht en houdt in België in dat, wanneer verscheidene personen zich voor dezelfde schuld borg hebben gesteld, zij aan de schuldeiser kunnen vragen zijn vordering onder hen te verdelen. Indien er bijvoorbeeld drie borgstellers zijn, kan de schuldeiser ieder van hen slechts voor één derde vervolgen.
Het voorrecht van schuldsplitsing kan, naargelang het aantal borgen, eveneens een vertraging in de terugbetaling van de schuld en een verhoging van de kosten veroorzaken. Daarom wordt ook in dat opzicht doorgaans in
borgstellingscontracten bepaald dat de borgstellingsverbintenis hoofdelijk is of dat afstand wordt
gedaan van het voorrecht van schuldsplitsing. Dit voorrecht is dan niet meer van toepassing.
Het voorrecht van schuldsplitsing is in België geregeld door artikel 2026 van het Burgerlijk Wetboek: 'Niettemin kan ieder van hen, zo hij geen afstand heeft gedaan van het voorrecht van schuldsplitsing, vorderen dat de schuldeiser vooraf zijn vordering verdeelt en die vermindert tot het aandeel van elke borg' (artikel 2026, al. 1, van het Burgerlijk Wetboek). Het voorrecht van schuldsplitsing is niet van toepassing indien de borgen zich hoofdelijk borg hebben gesteld. Er is dus geen voorrecht van schuldsplitsing in geval van hoofdelijkheid tussen de borgen.